# Saričev (vulkan)
Saričev (ruski вулкан Сарычева) je stratovulkan smješten na samom istoku Rusije na Kurilskim otocima te je jedan od najaktivnijih vulkana u tom arhipelagu. Vulkan je vrlo mlad, simetričan i pravilna oblika. Ime je dobio po ruskom hidrografu Gavrilu Saričevu. Zadnja erupcija dogodila se u svibnju 2009. kada je vulkan počeo izbacivati guste oblake dima i prašine do visine 16 km, Erupciju je zabilježila i ekipa međunarodne svemirske postaje koja je 12. svibnja proletjela točno iznad mjesta erupcije neposredno nakon eksplozije. Na fotografiji koju su napravili astronauti uočljiv je kružni front oblaka oko vulkana što je posljedica udarnog vala erupcije, iako postoji još nekoliko objašnjenja. Na vrhu je uočljivo kondenziranje vodene pare iz zraka kao rezultat naglog penjanja vulkanskog dima i posljedičnog hlađenja okolnog zraka. Oblak vulkanskog dima i prašine je različite boje na različitim visinama, što ukazuje na različit sastav u prvim trenutcima izbacivanja materijala. Na padini vulkana je bio uočen piroklastični tok.
Prethodna erupcija se dogodila 1989., dok je najsnažnija zabilježena erupcija bila 1946.